# Gyromitra
Gyromitra é um género de fungos ascomicetes encontrado no hemisfério norte. O seu membro mais famoso é o controverso G. esculenta. O género contém cerca de 18 espécies.
A análise de ADN ribossómico de muitas espécies de Pezizales mostrou que o género Gyromitra está mais próximo dos géneros Discina, Pseudorhizina e Hydnotrya, e apenas distantemente aparentado com Helvella. Assim, aqueles quatro géneros são agora incluídos na família Discinaceae.

## Toxicidade
Algumas espécies de Gyromitra são perigosas se ingeridas cruas, embora algumas sejam comestíveis quando cozinhadas, sendo bastante apreciadas em algumas regiões. Tem sido observada hemólise generalizada após a ingestão, a qual pode resultar em falha renal. Também tem sido observada metemoglobinemia, embora esta seja tipicamente tratável com azul de metileno. Podem também surgir convulsões devido à inibição do neurotransmissor AGAB.

## Lista de espécies
- Gyromitra ambigua
- Gyromitra brunnea
- Gyromitra bubakii
- Gyromitra californica
- Gyromitra caroliniana
- Gyromitra esculenta
- Gyromitra fastigiata
- Gyromitra gigas
- Gyromitra infula
- Gyromitra korfii
- Gyromitra leucoxantha
- Gyromitra montana
- Gyromitra perlata
- Gyromitra sphaerospora